# Ama Qamata
Amamkele Lithemba Qamata (née le 2 septembre 1998) est une actrice sud-africaine. Elle est surtout connue pour ses rôles de Buhle Ndaba dans la série Mzansi Magic Gomora et Puleng Khumalo dans la série à succès Netflix Blood & Water.

## Biographie
Qamata est né dans le village du Cap-Oriental de Cala, dans la municipalité locale de Sakhisizwe. Elle a déménagé à Johannesburg avec sa famille à l'âge de trois ans.
Qamata a découvert le rôle dans une production scolaire et est apparu pour la première fois à l'écran dans des publicités. Elle est ancienne élève de Reddam House Bedfordview; après avoir réussi son immatriculation en 2016, elle a pris une année sabbatique. Elle s'est inscrite à l'Université du Cap pour obtenir un diplôme de théâtre et de performance, mais s'est retirée de l'établissement au cours de sa deuxième année.

### Carrière
À l'âge de 17 ans, Qamata a fait ses débuts d'actrice à la télévision dans le rôle de Naledi dans la comédie de situation My Perfect Family sur SABC1.
En 2020, elle était dans le casting de Gomora, dans le rôle de Buhle dans la série Mzansi Magic´.
Plus tard cette année-là, elle est apparue dans Blood & Water de Netflix. Le personnage de Qamata, Puleng, a une sœur qui a été enlevée à la naissance, et Puleng essaie de prouver qu'une nageuse réussie d'une école privée est en fait sa sœur. Kutlwano Ditsele, la directrice de casting de Blood & Water, a été productrice exécutive de Gomora et a invité Qamata à l'audition, ce qu'elle a fait avec succès.
Qamata a également eu des rôles dans Rhythm City et Commandos: The Mission. Qamata va jouer dans le prochain film sportif de Matthew Leutwyler, Fight Like a Girl, aux côtés de Hakeem Kae-Kazim.

## Filmographie
- 2016 :  My Perfect Family : Naledi
- 2018 :  Rhythm City : Thandi
- 2020 :  Gomora : Nobuhle Ndaba
- 2020 :  Blood and Water : Puleng Khumalo